# Ktyr protensis
Ktyr protensis là một loài ruồi trong họ Asilidae. Ktyr protensis được Lehr miêu tả năm 1981. Loài này phân bố ở vùng Cổ Bắc giới.